# Elsa Åkerstedt
Elsa Eleonora Nordmark, känd under flicknamnet Elsa Åkerstedt, född den 3 maj 1893 i Göteborgs domkyrkoförsamling, död den 15 september 1977 i Säve församling i Göteborgs och Bohus län, var en svensk skådespelerska. 
Åkerstedt var aktiv vid bland annat Riksteatern och vid Atelierteatern i Göteborg. Hon medverkade även i Edvard Persson-filmen Livet på landet.
Hon var från 1946 gift med portvakten Nils Harald Nordmark (1891–1952). De är begravda på Kvibergs kyrkogård i Göteborg.

## Filmografi
- 1943 – Livet på landet